# Hisn Yakka
Hisn Yakka, Madina Yakka o simplemente Yakka es el nombre que reciben una antigua fortaleza y un poblado musulmanes, predecesores de la actual ciudad de Yecla (Murcia). Estuvo habitado entre los siglos XI y XIII, ya que el poblado quedó abandonado a partir de 1266 tras la revuelta mudéjar y los nuevos pobladores cristianos se establecieron en la cara opuesta del monte.

## Origen
El enclave aparece citado en las fuentes árabes como ḥiṣn Yakka (fortaleza de Yakka) y era un enclave ubicado en las tierras de la cora de Tudmir. El topónimo no es de origen árabe y es muy posible que provenga de la raíz prerromana Iko o Ika. Probablemente la plaza surgió a fin de ampliar el poder musulmán y promover la islamización en un territorio escasamente controlado y prácticamente despoblado. Fue levantado a finales de siglo XI, en período almorávide, pero hasta el siglo XII no aparece el poblado o madina en la solana del cerro, protegido de los fríos vientos del norte. Es entonces cuando la fortaleza afronta una gran remodelación por parte de los almohades, que la adaptan a las nuevas necesidades defensivas y al progresivo aumento de la población.

## Características

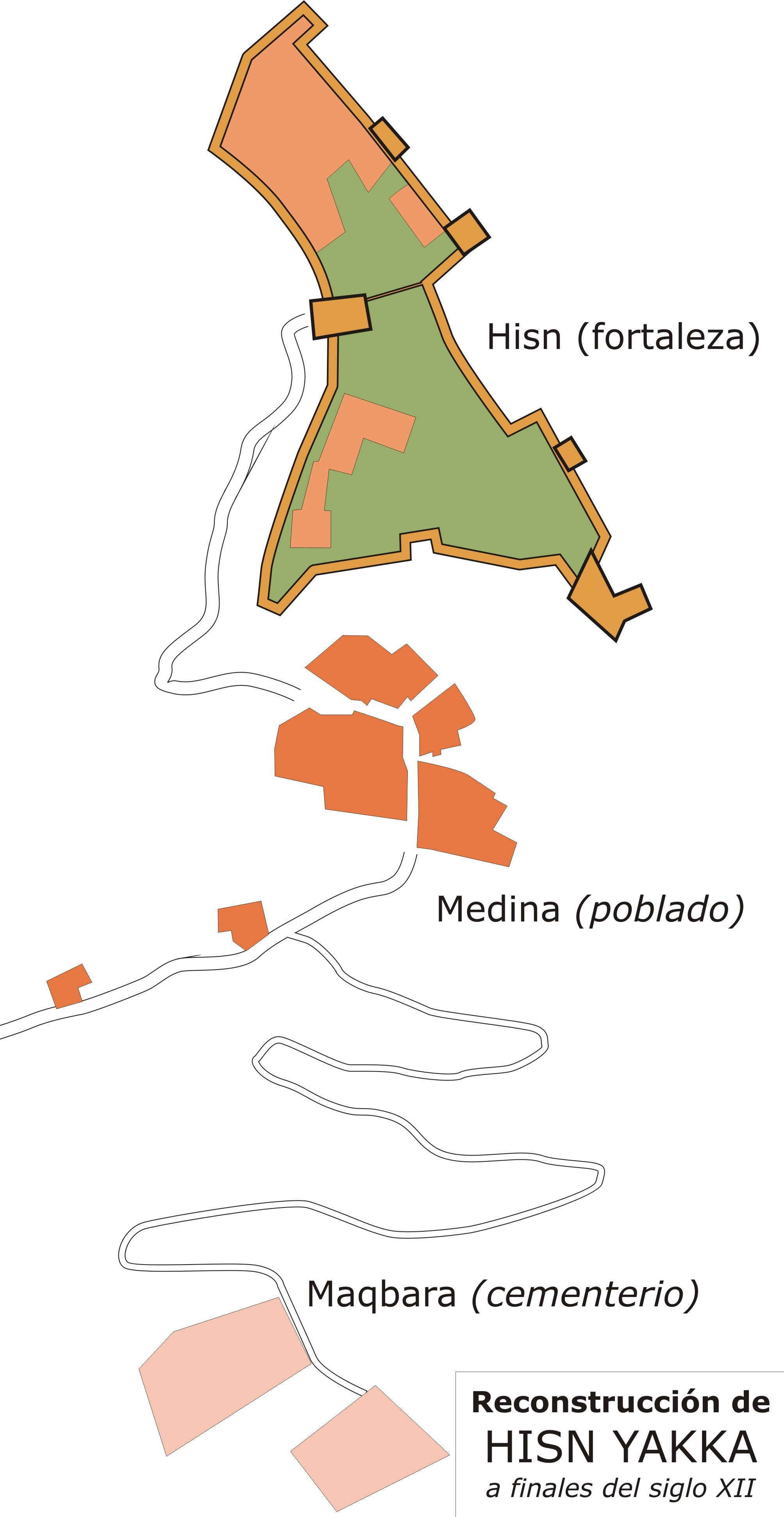
Reconstrucción hipotética del poblado a finales del.

### Viviendas
La acusada pendiente del terreno obligó a construir terrazas para construir las casas. De esa manera, los muros de unas casas actuaban como contención para las otras. Además, todas las casas del poblado contaban con dos plantas dado que, aprovechando el desnivel, se solía construir las estancias de habitación en el piso inferior, comunicado mediante escaleras con el patio central. Este último actuaba de punto neurálgico de la vivienda y a través de él se accedía al resto de las estancias: establo, zaguán, cocina, letrina, etc. El tamaño de las casas del poblado varía, pero su patrón constructivo es siempre el mismo.

### Urbanismo
Se han excavado doce casas que muestran que el trazado urbano del poblado estaba constituido por calles estrechas y sinuosas que se cortaban con pequeños adarves. La propia pendiente de las calles servía para drenar el agua, ayudada por un rudimentario sistema de alcantarillado y pozos ciegos. El agua potable se almacenaba en aljibes. Los materiales principales utilizados en todas las construcciones son la piedra, el barro, y el yeso, y en menor medida el ladrillo. El conjunto de los edificios se hallaba protegido por una cerca o muralla.
La proyección del poblado hacia el sur permitía aprovechar el máximo horas de sol para afrontar el duro invierno de la zona. En esta misma cara, a unos metros del poblado pero extramuros se hallaba la maqbara (cementerio).

## Esplendor

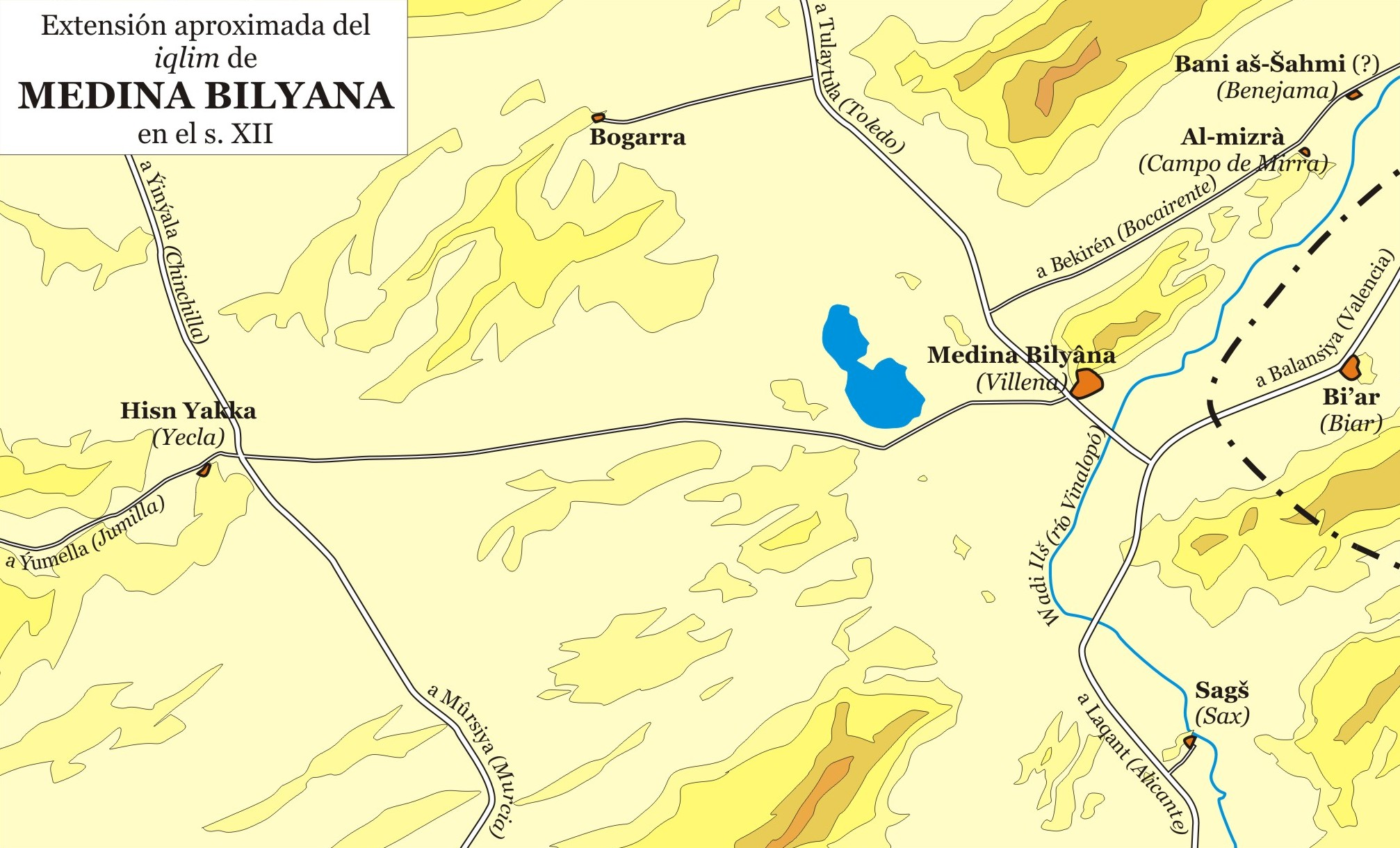
Iqlim de madina Bilyāna (Villena), al que debió pertenecer administrativamente hisn Yakka.

A principios del siglo XIII Yakka debió de vivir un periodo de esplendor, constatado en el aumento de la población iniciado a partir de finales del siglo XII no sólo en el poblado sino también en distintas alquerías que aparecen en toda la zona circundante, siempre cerca de fuentes de agua que permitían la explotación de las tierras. Esto convirtió a Yakka en el centro de un distrito rural (yūz o a'mal), si bien debió pertenecer al iqlim de Madina Bilyana (Villena). Se sabe por la obra Al-Mugrib fī ḥulā al-Magrib del historiador Ibn Said al Maghribi que había nacido en Yakka el poeta satírico Abu Bakr Yahya ben Abbalqalil ben shal al Yakki, al que Abu Walid Ismail al-Saqundi consideró "el maestro de la sátira en todo el occidente islámico".

## Ocaso
Tras la conquista cristiana del reino de Murcia, la población musulmana pasó a ser vasalla del rey de Castilla, lo cual endureció bastante las condiciones de vida de la población, descontento que provocó la revuelta mudéjar. Gran parte de la población mudéjar tuvo que abandonar la zona al acabar esta revuelta, y es probable que éste fuera también el final de Yakka. Que los habitantes conservaban la esperanza de volver parece demostrarlo un gran hallazgo de materiales correspondientes a ajuar doméstico, metales, vidrio, cuero, semillas, etc. que se encontró en un pequeño silo.
Los repobladores cristianos se establecieron en la cara norte, quizá por cercanía tanto con las tierras fértiles como con la fuente principal, con lo cual el poblado árabe quedó totalmente abandonado.